# Live: In the Red
Live: In the Red, è il primo album live ufficiale dei Pussy Galore e documenta il loro ultimo concerto tenuto nel dicembre 1989 al CBGB's, a New York.

## Tracce
1. Nothing Can Bring Me Down – 1:39
2. Adolescent Wet Dream – 1:23
3. Sweet Little Hi-Fi – 2:36
4. Understand Me – 2:25
5. Pig Sweat – 1:58
6. 1 Hour Later – 2:37
7. Dead Meat – 2:05
8. SM57 – 2:39
9. DWDA – 0:31
10. Wretch – 1:53
11. Kicked Out – 1:17
12. Evil Eye – 3:21
13. New Breed – 1:49
14. Undertaker – 2:22
15. Dick Johnson – 2:09
16. Hang On – 6:46
17. Kill Yourself – 3:06
18. Alright – 2:31

## Formazione
- Jon Spencer - voce, chitarra
- Neil Hagerty - chitarra
- Kurt Wolf - chitarra
- Bob Bert - batteria